# Мадагаскарский план (Германия)
План «Мадагаскар» (Madagaskarplan) — разрабатывавшийся в Третьем рейхе (в продолжение  Угандийского плана Великобритании) план по депортации евреев из Европы на остров Мадагаскар.
Впервые речь об «очищении» Европы путём принудительного выселения евреев на Мадагаскар завёл в 1885 году Пауль де Лагард. В 1920-е годы его предложение обсуждали такие антисемитски настроенные деятели, как Арнольд Лиз. Перемирие с Францией летом 1940 года открыло нацистам возможность потребовать у побеждённой державы предоставления Мадагаскара для создания своеобразного «супергетто».
Главным «мотором» мадагаскарского плана выступал дипломат Франц Радемахер (Rademacher). В своём меморандуме на имя немецкого дипломата М. Лютера он предлагал вынудить поверженную Францию дать согласие на эмиграцию евреев на Мадагаскар. Преимущество этого решения, по мнению Радемахера, состояло в возможности превратить евреев в заложников, чтобы в случае необходимости шантажировать их судьбой еврейские круги США.
Инициатива Радемахера муссировалась верхушкой рейха на протяжении всего лета. В обсуждении участвовали Гитлер, Гиммлер, Гейдрих, Риббентроп, а также Муссолини. Доработкой плана было поручено заниматься сотруднику гестапо А. Эйхману. В проекте от 15 августа он предлагал в соответствии с политикой четырёхлетнего плана переселять на Мадагаскар по миллиону европейских евреев в год. Управление колонией Эйхман планировал передать в руки СС.
Затянувшаяся битва за Британию поставила выполнение плана под угрозу. Для немецкого руководства становилось очевидно, что Кригсмарине в ближайшее время будет занято выполнением боевых задач, а не транспортировкой евреев в Африку. Мадагаскарская операция союзников окончательно сняла с повестки дня предложение Радемахера, уже и без того потерявшее актуальность в связи со сменой политики нацистов на  «окончательное решение еврейского вопроса».